# 港湾式停靠站

英国使用的港湾式停靠站示意图

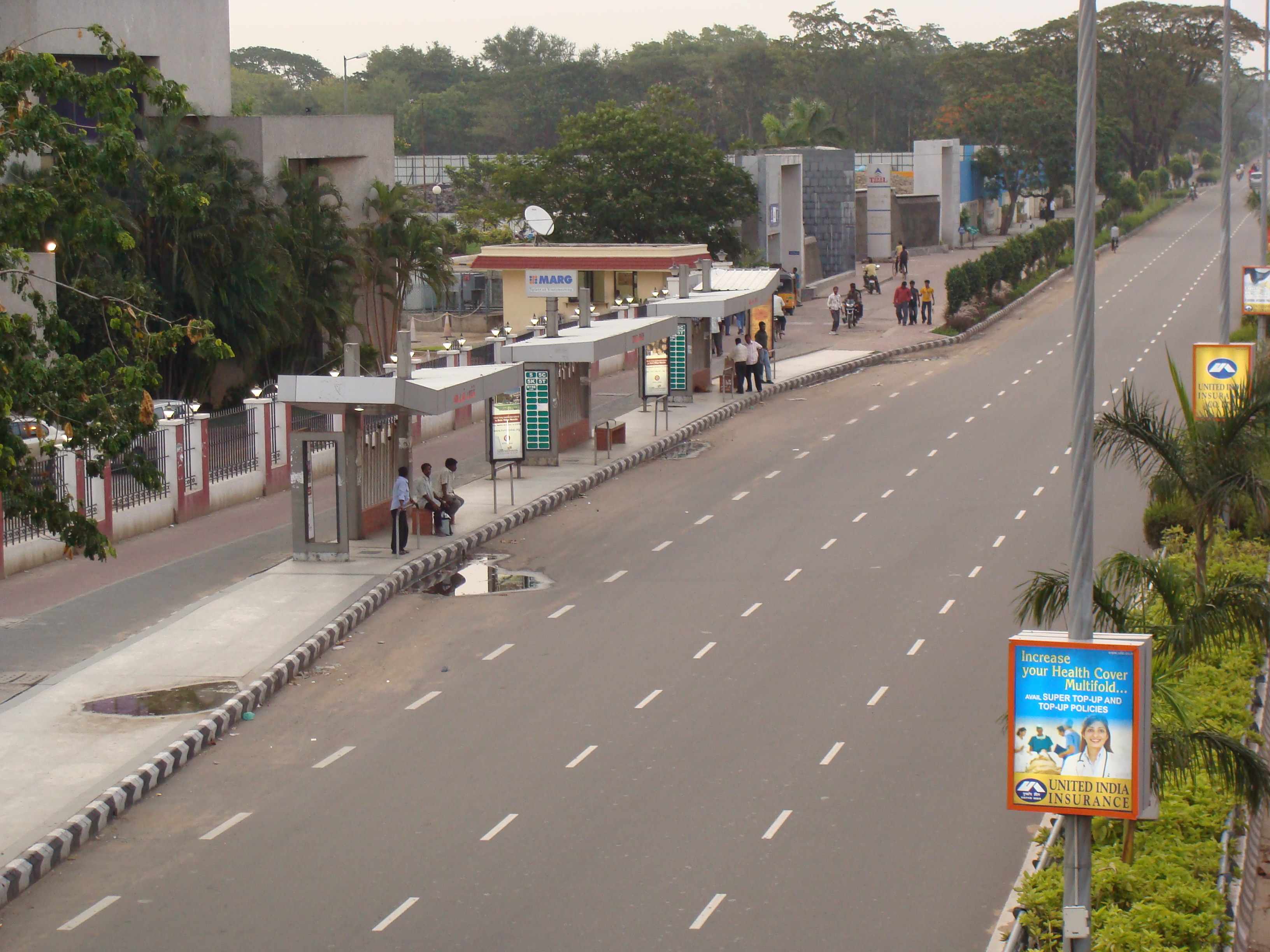
印度金奈的一个港湾式停靠站

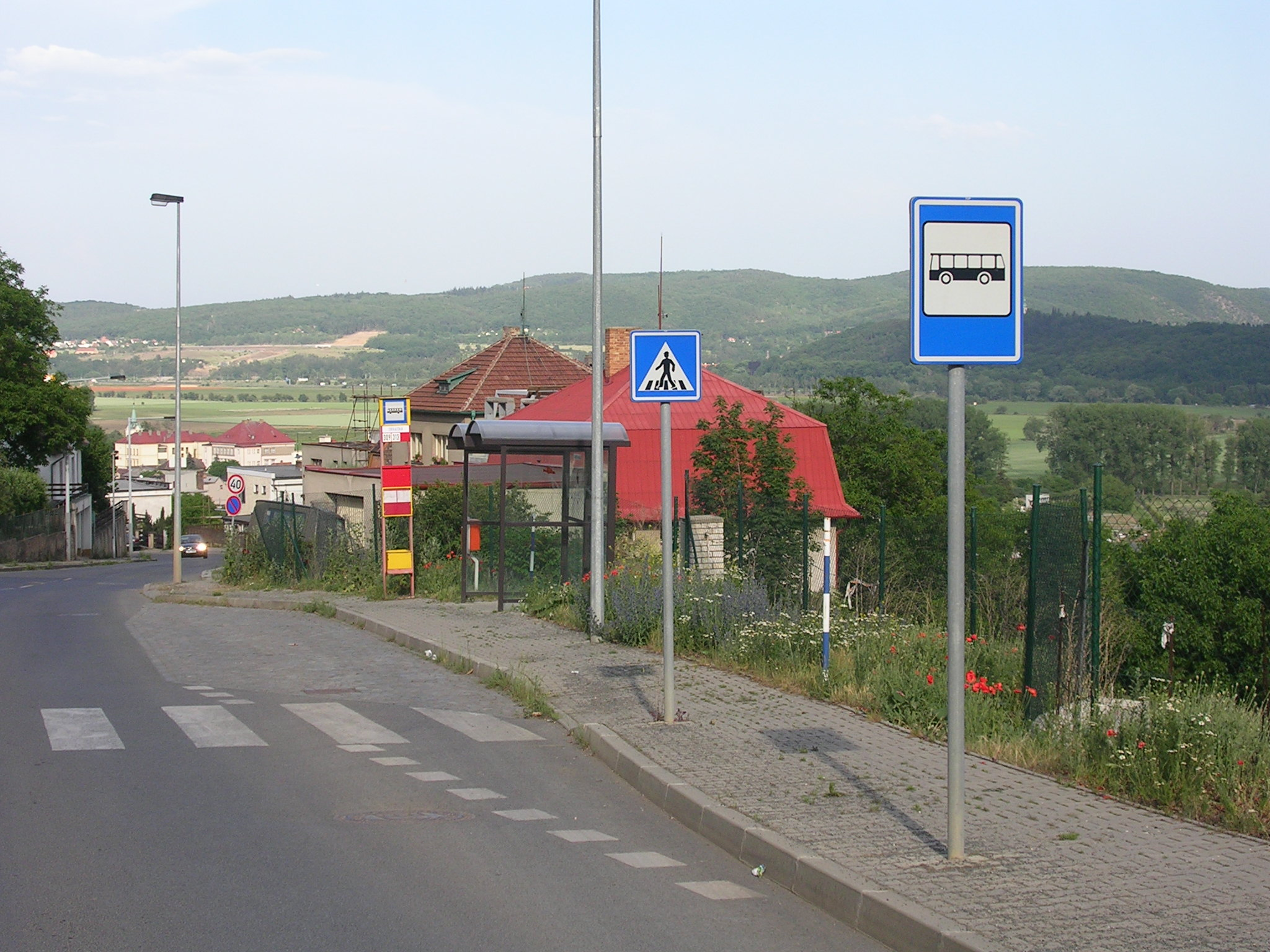
捷克共和国Prague-Radotín的港湾式停靠站

港湾式停靠站（英語：bus turnout / bus pullout / bus bay / bus lay-by / off-line bus stop）是道路一侧公交车或有轨电车可以离开车流上落客的地点。它通常会缩进人行道或其他行人区域。某种意义上，港湾式停靠站与凸出式站台（bus bulb）相反。使用凸出式站台的目的是节省公交车驶离和驶回交通流所需的时间，但会在停车时暂时阻塞交通。对于港湾式停靠站来说，其目标是在公交车停站时不阻塞交通，但要以重新汇合入交通流所需的时间为代价。因此，与凸出式站台相比，港湾式通常会延长停車時間。
停站时间可以通过交通法规来减少。例如在捷克共和国，行车道上的驾驶员有义务使公交车能够驶离车站，但该义务仅适用于建成区。1970年代和1990年代的捷克技术标准（ČSN73 6425）倾向于在所有类型的道路上建造港湾式停靠站，2007年的新版本ČSN73 6425-1更倾向于在交通寧靜化的理念下将公交站布置在路内。在较高等级的道路上，必须使用港湾式停靠站或公交专用道。